# I Siciliani
I Siciliani è un giornale fondato da Giuseppe Fava. Edito a Catania, si occupava prevalentemente di tematiche di contrasto a cosa nostra, con toni molto decisi ed esponendosi a notevoli rischi.

## Storia
Fava lo fondò nel gennaio 1983 dopo il licenziamento dal Giornale del Sud, che dirigeva, con un gruppo di giovani giornalisti che venivano da quel quotidiano. L'assassinio di Giuseppe Fava il 5 gennaio 1984 segna un tragico punto di svolta; il giornale sembra dover chiudere, ma i redattori (Riccardo Orioles, Antonio Roccuzzo, Michele Gambino, Graziella Proto, Elena Brancati, Elena Fava, Claudio Fava, Rosario Lanza, Lillo Venezia) decidono di continuare il lavoro di denuncia fino al 1985.
Nel 1993 rinasce come I Siciliani Nuovi, ma si trova isolato e privo di introiti pubblicitari, per la mancanza di sostegno di industriali e commercianti, fino al fallimento nel 1996.
Nel 2006 venne creata dalla stessa amministratrice del giornale la rivista Casablanca, che segue la stessa tematica de I Siciliani.
Nel 2009, dopo venticinque anni, alcuni dei vecchi redattori si ritrovano con un pignoramento delle proprie case per una sentenza di fallimento, prima ancora dell'appello, a favore di un creditore, l'ente regionale Ircac..